# Tour de Flandes 2022
El Tour de Flandes 2022 fou l'edició número 106 del Tour de Flandes. Es disputà el 3 d'abril de 2022 sobre un recorregut de 272,5 km entre Anvers i Oudenaarde. La cursa formava part de l'UCI World Tour 2022.
La cursa fou guanyada pel neerlandès Mathieu van der Poel (Alpecin-Fenix), que s'imposà a l'esprint als seus companys d'escapada en l'arribada a Oudenaarde. Dylan van Baarle (Ineos Grenadiers) i Valentin Madouas (Groupama-FDJ) completaren el podi.

## Equips
En ser el Tour de Flandes una prova de l'UCI World Tour, els 18 equips World Tour són automàticament convidats i obligats a prendre-hi part. A banda foren convidats a prendre-hi part set UCI ProTeams.
| WorldTeams (17)- AG2R Citroën Team - Astana Qazaqstan Team - Bahrain Victorious - Bora-Hansgrohe - Cofidis - EF Education-EasyPost - Groupama-FDJ - Ineos Grenadiers - Intermarché-Wanty-Gobert Matériaux - Jumbo-Visma - Lotto-Soudal - Movistar Team - Quick-Step Alpha Vinyl - BikeExchange-Jayco - Team DSM - Trek-Segafredo - UAE Team Emirates ProTeams (7)- Alpecin-Fenix - Arkéa-Samsic - B&B Hotels-KTM - Bingoal Pauwels Sauces WB - TotalEnergies - Sport Vlaanderen-Baloise - Uno-X Pro Cycling Team |
| |

## Classificació final
| \| Classificació general \| Classificació general \| Classificació general \| Classificació general \| Classificació general \| \| Corredor \| Corredor \| Equip \| Temps \| \| \| --------------------- \| ----------------------- \| ---------------------------------- \| --------------------- \| --------------------- \| \| 1r \| Mathieu van der Poel \| Alpecin-Fenix \| 6h 18' 30" \| \| \| 2n \| Dylan van Baarle \| Ineos Grenadiers \| + 0" \| \| \| 3r \| Valentin Madouas \| Groupama-FDJ \| + 0" \| \| \| 4t \| Tadej Pogačar \| UAE Team Emirates \| + 0" \| \| \| 5è \| Stefan Küng \| Groupama-FDJ \| + 2" \| \| \| 6è \| Dylan Teuns \| Bahrain Victorious \| + 2" \| \| \| 7è \| Fred Wright \| Bahrain Victorious \| + 11" \| \| \| 8è \| Mads Pedersen \| Trek-Segafredo \| + 48" \| \| \| 9è \| Christophe Laporte \| Jumbo-Visma \| + 48" \| \| \| 10è \| Alexander Kristoff \| Intermarché-Wanty-Gobert Matériaux \| + 48" \| \| \| 11è \| Michael Matthews \| BikeExchange-Jayco \| + 48" \| \| \| 12è \| Jan Tratnik \| Bahrain Victorious \| + 48" \| \| \| 13è \| Tiesj Benoot \| Jumbo-Visma \| + 1' 02" \| \| \| 14è \| Thomas Pidcock \| Ineos Grenadiers \| + 1' 05" \| \| \| 15è \| Greg Van Avermaet \| AG2R Citroën Team \| + 1' 07" \| \| \| 16è \| Danny van Poppel \| Bora-Hansgrohe \| + 1' 07" \| \| \| 17è \| Matis Louvel \| Arkéa-Samsic \| + 1' 07" \| \| \| 18è \| John Degenkolb \| Team DSM \| + 1' 07" \| \| \| 19è \| Mike Teunissen \| Jumbo-Visma \| + 1' 07" \| \| \| 20è \| Alexander Aranburu Deba \| Movistar Team \| + 1' 07" \| \| |                         |                                    |            |
| |                         |                                    |            |
| Font: ProCyclingStats |                         |                                    |            |
| Classificació general |                         |                                    |            |
| Corredor | Corredor                | Equip                              | Temps      |
| 1r | Mathieu van der Poel    | Alpecin-Fenix                      | 6h 18' 30" |
| 2n | Dylan van Baarle        | Ineos Grenadiers                   | + 0"       |
| 3r | Valentin Madouas        | Groupama-FDJ                       | + 0"       |
| 4t | Tadej Pogačar           | UAE Team Emirates                  | + 0"       |
| 5è | Stefan Küng             | Groupama-FDJ                       | + 2"       |
| 6è | Dylan Teuns             | Bahrain Victorious                 | + 2"       |
| 7è | Fred Wright             | Bahrain Victorious                 | + 11"      |
| 8è | Mads Pedersen           | Trek-Segafredo                     | + 48"      |
| 9è | Christophe Laporte      | Jumbo-Visma                        | + 48"      |
| 10è | Alexander Kristoff      | Intermarché-Wanty-Gobert Matériaux | + 48"      |
| 11è | Michael Matthews        | BikeExchange-Jayco                 | + 48"      |
| 12è | Jan Tratnik             | Bahrain Victorious                 | + 48"      |
| 13è | Tiesj Benoot            | Jumbo-Visma                        | + 1' 02"   |
| 14è | Thomas Pidcock          | Ineos Grenadiers                   | + 1' 05"   |
| 15è | Greg Van Avermaet       | AG2R Citroën Team                  | + 1' 07"   |
| 16è | Danny van Poppel        | Bora-Hansgrohe                     | + 1' 07"   |
| 17è | Matis Louvel            | Arkéa-Samsic                       | + 1' 07"   |
| 18è | John Degenkolb          | Team DSM                           | + 1' 07"   |
| 19è | Mike Teunissen          | Jumbo-Visma                        | + 1' 07"   |
| 20è | Alexander Aranburu Deba | Movistar Team                      | + 1' 07"   |

## Llista de participants
| Quick-Step Alpha Vinyl QST | Quick-Step Alpha Vinyl QST | Quick-Step Alpha Vinyl QST |
| -------------------------- | -------------------------- | -------------------------- |
| Núm                        | Ciclista                   | Pos                        |
| 1                          | Kasper Asgreen (DEN)       | 23è                        |
| 2                          | Yves Lampaert (BEL)        | 30è                        |
| 3                          | Tim Declercq (BEL)         | DNF                        |
| 4                          | Jannik Steimle (GER)       | 46è                        |
| 5                          | Florian Sénéchal (FRA)     | 38è                        |
| 6                          | Zdeněk Štybar (CZE)        | 54è                        |
| 7                          | Bert Van Lerberghe (BEL)   | DNF                        |

| Jumbo-Visma TJV | Jumbo-Visma TJV            | Jumbo-Visma TJV |
| --------------- | -------------------------- | --------------- |
| Núm             | Ciclista                   | Pos             |
| 11              | Mick van Dijke (NED)       | 75è             |
| 12              | Tiesj Benoot (BEL)         | 13è             |
| 13              | Christophe Laporte (FRA)   | 9è              |
| 14              | Edoardo Affini (ITA)       | DNF             |
| 15              | Mike Teunissen (NED)       | 19è             |
| 16              | Timo Roosen (NED) (ruta)   | DNF             |
| 17              | Nathan Van Hooydonck (BEL) | 42è             |

| Lotto-Soudal LTS | Lotto-Soudal LTS         | Lotto-Soudal LTS |
| ---------------- | ------------------------ | ---------------- |
| Núm              | Ciclista                 | Pos              |
| 21               | Victor Campenaerts (BEL) | 33è              |
| 22               | Cedric Beullens (BEL)    | 65è              |
| 23               | Tim Wellens (BEL)        | 43è              |
| 24               | Roger Kluge (GER)        | DNF              |
| 25               | Sébastien Grignard (BEL) | 73è              |
| 26               | Brent Van Moer (BEL)     | 61è              |
| 27               | Florian Vermeersch (BEL) | 76è              |

| Intermarché-Wanty-Gobert Matériaux IWG | Intermarché-Wanty-Gobert Matériaux IWG | Intermarché-Wanty-Gobert Matériaux IWG |
| -------------------------------------- | -------------------------------------- | -------------------------------------- |
| Núm                                    | Ciclista                               | Pos                                    |
| 31                                     | Alexander Kristoff (NOR)               | 10è                                    |
| 32                                     | Tom Devriendt (BEL)                    | 66è                                    |
| 33                                     | Boy van Poppel (NED)                   | DNF                                    |
| 34                                     | Aimé De Gendt (BEL)                    | 27è                                    |
| 35                                     | Andrea Pasqualon (ITA)                 | 44è                                    |
| 36                                     | Adrien Petit (FRA)                     | DNF                                    |
| 37                                     | Taco van der Hoorn (NED)               | 72è                                    |

| AG2R Citroën Team ACT | AG2R Citroën Team ACT   | AG2R Citroën Team ACT |
| --------------------- | ----------------------- | --------------------- |
| Núm                   | Ciclista                | Pos                   |
| 41                    | Greg Van Avermaet (BEL) | 15è                   |
| 42                    | Oliver Naesen (BEL)     | 41è                   |
| 43                    | Bob Jungels (LUX)       | 56è                   |
| 44                    | Stan Dewulf (BEL)       | 99è                   |
| 45                    | Michael Schär (SUI)     | 100è                  |
| 46                    | Damien Touzé (FRA)      | 77è                   |
| 47                    | Gijs Van Hoecke (BEL)   | DNF                   |

| EF Education-EasyPost EFE | EF Education-EasyPost EFE      | EF Education-EasyPost EFE |
| ------------------------- | ------------------------------ | ------------------------- |
| Núm                       | Ciclista                       | Pos                       |
| 51                        | Alberto Bettiol (ITA)          | DNF                       |
| 52                        | Jens Keukeleire (BEL)          | DNF                       |
| 53                        | Thomas Scully (NZL)            | DNF                       |
| 54                        | Michael Valgren Andersen (DEN) | 36è                       |
| 55                        | Sebastian Langeveld (NED)      | 63è                       |
| 56                        | Jonas Rutsch (GER)             | 89è                       |
| 57                        | Łukasz Wiśniowski (POL)        | DNF                       |

| Trek-Segafredo TFS | Trek-Segafredo TFS        | Trek-Segafredo TFS |
| ------------------ | ------------------------- | ------------------ |
| Núm                | Ciclista                  | Pos                |
| 61                 | Jasper Stuyven (BEL)      | 50è                |
| 62                 | Edward Theuns (BEL)       | 67è                |
| 63                 | Mads Pedersen (DEN)       | 8è                 |
| 64                 | Alex Kirsch (LUX)         | 78è                |
| 65                 | Daan Hoole (NED)          | DNF                |
| 66                 | Toms Skujiņš (LAT) (ruta) | 96è                |
| 67                 | Otto Vergaerde (BEL)      | 79è                |

| Alpecin-Fenix AFC | Alpecin-Fenix AFC           | Alpecin-Fenix AFC |
| ----------------- | --------------------------- | ----------------- |
| Núm               | Ciclista                    | Pos               |
| 81                | Mathieu van der Poel (NED)  | 1r                |
| 82                | Gianni Vermeersch (BEL)     | 40è               |
| 83                | Michael Gogl (AUT)          | DNF               |
| 84                | Silvan Dillier (SUI) (ruta) | 98è               |
| 85                | Xandro Meurisse (BEL)       | DNF               |
| 86                | Jasper Philipsen (BEL)      | DNF               |
| 87                | Julien Vermote (BEL)        | 97è               |

| UAE Team Emirates UAD | UAE Team Emirates UAD      | UAE Team Emirates UAD |
| --------------------- | -------------------------- | --------------------- |
| Núm                   | Ciclista                   | Pos                   |
| 91                    | Tadej Pogačar (SLO)        | 4t                    |
| 92                    | Rui Oliveira (POR)         | DNF                   |
| 93                    | Alexys Brunel (FRA)        | DNF                   |
| 94                    | Oliviero Troia (ITA)       | DNF                   |
| 95                    | Felix Groß (GER)           | DNF                   |
| 96                    | Vegard Stake Laengen (NOR) | DNF                   |
| 97                    | Matteo Trentin (ITA)       | 34è                   |

| TotalEnergies TEN | TotalEnergies TEN          | TotalEnergies TEN |
| ----------------- | -------------------------- | ----------------- |
| Núm               | Ciclista                   | Pos               |
| 101               | Edvald Boasson Hagen (NOR) | DNF               |
| 102               | Geoffrey Soupe (FRA)       | DNF               |
| 103               | Maciej Bodnar (POL)        | DNF               |
| 104               | Daniel Oss (ITA)           | DNF               |
| 105               | Niki Terpstra (NED)        | 29è               |
| 106               | Anthony Turgis (FRA)       | DNF               |
| 107               | Sandy Dujardin (FRA)       | 60è               |

| Ineos Grenadiers IGD | Ineos Grenadiers IGD         | Ineos Grenadiers IGD |
| -------------------- | ---------------------------- | -------------------- |
| Núm                  | Ciclista                     | Pos                  |
| 111                  | Thomas Pidcock (GBR)         | 14è                  |
| 112                  | Kim Heiduk (GER)             | DNF                  |
| 113                  | Jhonatan Narváez Prado (ECU) | 52è                  |
| 114                  | Ben Turner (GBR)             | 35è                  |
| 115                  | Magnus Sheffield (USA)       | 69è                  |
| 116                  | Ben Swift (GBR) (ruta)       | 74è                  |
| 117                  | Dylan van Baarle (NED)       | 2n                   |

| BikeExchange-Jayco BEX | BikeExchange-Jayco BEX    | BikeExchange-Jayco BEX |
| ---------------------- | ------------------------- | ---------------------- |
| Núm                    | Ciclista                  | Pos                    |
| 121                    | Michael Matthews (AUS)    | 11è                    |
| 122                    | Alexander Edmondson (AUS) | DNF                    |
| 123                    | Dion Smith (NZL)          | 53è                    |
| 124                    | Luke Durbridge (AUS)      | 83è                    |
| 125                    | Campbell Stewart (NZL)    | DNF                    |
| 126                    | Sam Bewley (NZL)          | DNF                    |
| 127                    | Kelland O'Brien (AUS)     | DNF                    |

| Astana Qazaqstan Team AST | Astana Qazaqstan Team AST     | Astana Qazaqstan Team AST |
| ------------------------- | ----------------------------- | ------------------------- |
| Núm                       | Ciclista                      | Pos                       |
| 131                       | Gianni Moscon (ITA)           | DNF                       |
| 132                       | Leonardo Basso (ITA)          | DNF                       |
| 133                       | Manuele Boaro (ITA)           | DNF                       |
| 134                       | Yevgeniy Fedorov (KAZ) (ruta) | 101è                      |
| 135                       | Michele Gazzoli (ITA)         | DNF                       |
| 136                       | Davide Martinelli (ITA)       | DNF                       |
| 137                       | Artiom Zakhàrov (KAZ)         | 86è                       |

| Bahrain Victorious TBV | Bahrain Victorious TBV     | Bahrain Victorious TBV |
| ---------------------- | -------------------------- | ---------------------- |
| Núm                    | Ciclista                   | Pos                    |
| 141                    | Heinrich Haussler (AUS)    | DNF                    |
| 142                    | Filip Maciejuk (POL)       | 84è                    |
| 143                    | Jan Tratnik (SLO)          | 12è                    |
| 144                    | Matej Mohorič (SLO) (ruta) | 21è                    |
| 145                    | Jasha Sütterlin (GER)      | 26è                    |
| 146                    | Dylan Teuns (BEL)          | 6è                     |
| 147                    | Fred Wright (GBR)          | 7è                     |

| Bora-Hansgrohe BOH | Bora-Hansgrohe BOH       | Bora-Hansgrohe BOH |
| ------------------ | ------------------------ | ------------------ |
| Núm                | Ciclista                 | Pos                |
| 151                | Nils Politt (GER)        | 47è                |
| 152                | Jonas Koch (GER)         | 87è                |
| 153                | Marco Haller (AUT)       | 102è               |
| 154                | Jordi Meeus (BEL)        | DNF                |
| 155                | Ryan Mullen (IRL) (ruta) | DNF                |
| 156                | Martin Laas (EST)        | DNF                |
| 157                | Danny van Poppel (NED)   | 16è                |

| Cofidis COF | Cofidis COF             | Cofidis COF |
| ----------- | ----------------------- | ----------- |
| Núm         | Ciclista                | Pos         |
| 161         | Piet Allegaert (BEL)    | DNF         |
| 162         | Tom Bohli (SUI)         | DNF         |
| 163         | Wesley Kreder (NED)     | NP          |
| 164         | Sander Armée (BEL)      | 48è         |
| 165         | Szymon Sajnok (POL)     | 93è         |
| 166         | Kenneth Vanbilsen (BEL) | DNF         |
| 167         | Jelle Wallays (BEL)     | DNF         |

| Groupama-FDJ GFC | Groupama-FDJ GFC           | Groupama-FDJ GFC |
| ---------------- | -------------------------- | ---------------- |
| Núm              | Ciclista                   | Pos              |
| 171              | Stefan Küng (SUI)          | 5è               |
| 172              | Lewis Askey (GBR)          | 55è              |
| 173              | Kevin Geniets (LUX) (ruta) | 37è              |
| 174              | Olivier Le Gac (FRA)       | 31è              |
| 175              | Fabian Lienhard (SUI)      | 51è              |
| 176              | Tobias Ludvigsson (SWE)    | DNF              |
| 177              | Valentin Madouas (FRA)     | 3r               |

| Movistar Team MOV | Movistar Team MOV                 | Movistar Team MOV |
| ----------------- | --------------------------------- | ----------------- |
| Núm               | Ciclista                          | Pos               |
| 181               | Alexander Aranburu Deba (ESP)     | 20è               |
| 182               | Imanol Erviti Ollo (ESP)          | 71è               |
| 183               | Iván García Cortina (ESP)         | 22è               |
| 184               | Johan Jacobs (SUI)                | 64è               |
| 185               | Mathias Norsgaard Jørgensen (DEN) | 57è               |
| 186               | Max Kanter (GER)                  | 91è               |
| 187               | Iñigo Elosegui (ESP)              | 82è               |

| Team DSM DSM | Team DSM DSM               | Team DSM DSM |
| ------------ | -------------------------- | ------------ |
| Núm          | Ciclista                   | Pos          |
| 191          | John Degenkolb (GER)       | 18è          |
| 192          | Søren Kragh Andersen (DEN) | NP           |
| 193          | Nikias Arndt (GER)         | DNF          |
| 194          | Niklas Märkl (GER)         | 85è          |
| 195          | Joris Nieuwenhuis (NED)    | 39è          |
| 197          | Kevin Vermaerke (USA)      | DNF          |

| B&B Hotels-KTM BBK | B&B Hotels-KTM BBK     | B&B Hotels-KTM BBK |
| ------------------ | ---------------------- | ------------------ |
| Núm                | Ciclista               | Pos                |
| 201                | Alexis Gougeard (FRA)  | DNF                |
| 202                | Quentin Jauregui (FRA) | 80è                |
| 203                | Victor Koretzky (FRA)  | 59è                |
| 204                | Jordi Warlop (BEL)     | DNF                |
| 205                | Cyril Lemoine (FRA)    | 70è                |
| 206                | Luca Mozzato (ITA)     | 25è                |
| 207                | Julien Morice (FRA)    | 103è               |

| Bingoal Pauwels Sauces WB BWB | Bingoal Pauwels Sauces WB BWB | Bingoal Pauwels Sauces WB BWB |
| ----------------------------- | ----------------------------- | ----------------------------- |
| Núm                           | Ciclista                      | Pos                           |
| 211                           | Timothy Dupont (BEL)          | DNF                           |
| 212                           | Mathijs Paasschens (NED)      | DNF                           |
| 213                           | Arjen Livyns (BEL)            | 32è                           |
| 214                           | Stanisław Aniołkowski (POL)   | 92è                           |
| 215                           | Karl Patrick Lauk (EST)       | DNF                           |
| 216                           | Ludovic Robeet (BEL)          | 95è                           |
| 217                           | Tom Wirtgen (LUX)             | DNF                           |

| Sport Vlaanderen-Baloise SVB | Sport Vlaanderen-Baloise SVB | Sport Vlaanderen-Baloise SVB |
| ---------------------------- | ---------------------------- | ---------------------------- |
| Núm                          | Ciclista                     | Pos                          |
| 221                          | Julian Mertens (BEL)         | 58è                          |
| 222                          | Vito Braet (BEL)             | DNF                          |
| 223                          | Sander De Pestel (BEL)       | 90è                          |
| 224                          | Lindsay De Vylder (BEL)      | 68è                          |
| 225                          | Robbe Ghys (BEL)             | 45è                          |
| 226                          | Arne Marit (BEL)             | 81è                          |
| 227                          | Kenneth Van Rooy (BEL)       | DNF                          |

| Arkéa-Samsic ARK | Arkéa-Samsic ARK       | Arkéa-Samsic ARK |
| ---------------- | ---------------------- | ---------------- |
| Núm              | Ciclista               | Pos              |
| 231              | Amaury Capiot (BEL)    | 24è              |
| 232              | Christophe Noppe (BEL) | DNF              |
| 233              | Matis Louvel (FRA)     | 17è              |
| 234              | Markus Pajur (EST)     | 94è              |
| 235              | Kévin Ledanois (FRA)   | DNF              |
| 236              | Clément Russo (FRA)    | 49è              |
| 237              | Connor Swift (GBR)     | 62è              |

| Uno-X Pro Cycling Team UXT | Uno-X Pro Cycling Team UXT       | Uno-X Pro Cycling Team UXT |
| -------------------------- | -------------------------------- | -------------------------- |
| Núm                        | Ciclista                         | Pos                        |
| 241                        | Kristoffer Halvorsen (NOR)       | DNF                        |
| 242                        | Tobias Halland Johannessen (NOR) | DNF                        |
| 243                        | William Blume Levy (DEN)         | DNF                        |
| 244                        | Erik Nordsæter Resell (NOR)      | DNF                        |
| 245                        | Anders Skaarseth (NOR)           | 28è                        |
| 246                        | Søren Wærenskjold (NOR)          | DNF                        |
| 247                        | Rasmus Tiller (NOR)              | 88è                        |

| Quick-Step Alpha Vinyl QST | Quick-Step Alpha Vinyl QST | Quick-Step Alpha Vinyl QST |
| -------------------------- | -------------------------- | -------------------------- |
| Núm                        | Ciclista                   | Pos                        |
| 1                          | Kasper Asgreen (DEN)       | 23è                        |
| 2                          | Yves Lampaert (BEL)        | 30è                        |
| 3                          | Tim Declercq (BEL)         | DNF                        |
| 4                          | Jannik Steimle (GER)       | 46è                        |
| 5                          | Florian Sénéchal (FRA)     | 38è                        |
| 6                          | Zdeněk Štybar (CZE)        | 54è                        |
| 7                          | Bert Van Lerberghe (BEL)   | DNF                        |

| Jumbo-Visma TJV | Jumbo-Visma TJV            | Jumbo-Visma TJV |
| --------------- | -------------------------- | --------------- |
| Núm             | Ciclista                   | Pos             |
| 11              | Mick van Dijke (NED)       | 75è             |
| 12              | Tiesj Benoot (BEL)         | 13è             |
| 13              | Christophe Laporte (FRA)   | 9è              |
| 14              | Edoardo Affini (ITA)       | DNF             |
| 15              | Mike Teunissen (NED)       | 19è             |
| 16              | Timo Roosen (NED) (ruta)   | DNF             |
| 17              | Nathan Van Hooydonck (BEL) | 42è             |

| Lotto-Soudal LTS | Lotto-Soudal LTS         | Lotto-Soudal LTS |
| ---------------- | ------------------------ | ---------------- |
| Núm              | Ciclista                 | Pos              |
| 21               | Victor Campenaerts (BEL) | 33è              |
| 22               | Cedric Beullens (BEL)    | 65è              |
| 23               | Tim Wellens (BEL)        | 43è              |
| 24               | Roger Kluge (GER)        | DNF              |
| 25               | Sébastien Grignard (BEL) | 73è              |
| 26               | Brent Van Moer (BEL)     | 61è              |
| 27               | Florian Vermeersch (BEL) | 76è              |

| Intermarché-Wanty-Gobert Matériaux IWG | Intermarché-Wanty-Gobert Matériaux IWG | Intermarché-Wanty-Gobert Matériaux IWG |
| -------------------------------------- | -------------------------------------- | -------------------------------------- |
| Núm                                    | Ciclista                               | Pos                                    |
| 31                                     | Alexander Kristoff (NOR)               | 10è                                    |
| 32                                     | Tom Devriendt (BEL)                    | 66è                                    |
| 33                                     | Boy van Poppel (NED)                   | DNF                                    |
| 34                                     | Aimé De Gendt (BEL)                    | 27è                                    |
| 35                                     | Andrea Pasqualon (ITA)                 | 44è                                    |
| 36                                     | Adrien Petit (FRA)                     | DNF                                    |
| 37                                     | Taco van der Hoorn (NED)               | 72è                                    |

| AG2R Citroën Team ACT | AG2R Citroën Team ACT   | AG2R Citroën Team ACT |
| --------------------- | ----------------------- | --------------------- |
| Núm                   | Ciclista                | Pos                   |
| 41                    | Greg Van Avermaet (BEL) | 15è                   |
| 42                    | Oliver Naesen (BEL)     | 41è                   |
| 43                    | Bob Jungels (LUX)       | 56è                   |
| 44                    | Stan Dewulf (BEL)       | 99è                   |
| 45                    | Michael Schär (SUI)     | 100è                  |
| 46                    | Damien Touzé (FRA)      | 77è                   |
| 47                    | Gijs Van Hoecke (BEL)   | DNF                   |

| EF Education-EasyPost EFE | EF Education-EasyPost EFE      | EF Education-EasyPost EFE |
| ------------------------- | ------------------------------ | ------------------------- |
| Núm                       | Ciclista                       | Pos                       |
| 51                        | Alberto Bettiol (ITA)          | DNF                       |
| 52                        | Jens Keukeleire (BEL)          | DNF                       |
| 53                        | Thomas Scully (NZL)            | DNF                       |
| 54                        | Michael Valgren Andersen (DEN) | 36è                       |
| 55                        | Sebastian Langeveld (NED)      | 63è                       |
| 56                        | Jonas Rutsch (GER)             | 89è                       |
| 57                        | Łukasz Wiśniowski (POL)        | DNF                       |

| Trek-Segafredo TFS | Trek-Segafredo TFS        | Trek-Segafredo TFS |
| ------------------ | ------------------------- | ------------------ |
| Núm                | Ciclista                  | Pos                |
| 61                 | Jasper Stuyven (BEL)      | 50è                |
| 62                 | Edward Theuns (BEL)       | 67è                |
| 63                 | Mads Pedersen (DEN)       | 8è                 |
| 64                 | Alex Kirsch (LUX)         | 78è                |
| 65                 | Daan Hoole (NED)          | DNF                |
| 66                 | Toms Skujiņš (LAT) (ruta) | 96è                |
| 67                 | Otto Vergaerde (BEL)      | 79è                |

| Alpecin-Fenix AFC | Alpecin-Fenix AFC           | Alpecin-Fenix AFC |
| ----------------- | --------------------------- | ----------------- |
| Núm               | Ciclista                    | Pos               |
| 81                | Mathieu van der Poel (NED)  | 1r                |
| 82                | Gianni Vermeersch (BEL)     | 40è               |
| 83                | Michael Gogl (AUT)          | DNF               |
| 84                | Silvan Dillier (SUI) (ruta) | 98è               |
| 85                | Xandro Meurisse (BEL)       | DNF               |
| 86                | Jasper Philipsen (BEL)      | DNF               |
| 87                | Julien Vermote (BEL)        | 97è               |

| UAE Team Emirates UAD | UAE Team Emirates UAD      | UAE Team Emirates UAD |
| --------------------- | -------------------------- | --------------------- |
| Núm                   | Ciclista                   | Pos                   |
| 91                    | Tadej Pogačar (SLO)        | 4t                    |
| 92                    | Rui Oliveira (POR)         | DNF                   |
| 93                    | Alexys Brunel (FRA)        | DNF                   |
| 94                    | Oliviero Troia (ITA)       | DNF                   |
| 95                    | Felix Groß (GER)           | DNF                   |
| 96                    | Vegard Stake Laengen (NOR) | DNF                   |
| 97                    | Matteo Trentin (ITA)       | 34è                   |

| TotalEnergies TEN | TotalEnergies TEN          | TotalEnergies TEN |
| ----------------- | -------------------------- | ----------------- |
| Núm               | Ciclista                   | Pos               |
| 101               | Edvald Boasson Hagen (NOR) | DNF               |
| 102               | Geoffrey Soupe (FRA)       | DNF               |
| 103               | Maciej Bodnar (POL)        | DNF               |
| 104               | Daniel Oss (ITA)           | DNF               |
| 105               | Niki Terpstra (NED)        | 29è               |
| 106               | Anthony Turgis (FRA)       | DNF               |
| 107               | Sandy Dujardin (FRA)       | 60è               |

| Ineos Grenadiers IGD | Ineos Grenadiers IGD         | Ineos Grenadiers IGD |
| -------------------- | ---------------------------- | -------------------- |
| Núm                  | Ciclista                     | Pos                  |
| 111                  | Thomas Pidcock (GBR)         | 14è                  |
| 112                  | Kim Heiduk (GER)             | DNF                  |
| 113                  | Jhonatan Narváez Prado (ECU) | 52è                  |
| 114                  | Ben Turner (GBR)             | 35è                  |
| 115                  | Magnus Sheffield (USA)       | 69è                  |
| 116                  | Ben Swift (GBR) (ruta)       | 74è                  |
| 117                  | Dylan van Baarle (NED)       | 2n                   |

| BikeExchange-Jayco BEX | BikeExchange-Jayco BEX    | BikeExchange-Jayco BEX |
| ---------------------- | ------------------------- | ---------------------- |
| Núm                    | Ciclista                  | Pos                    |
| 121                    | Michael Matthews (AUS)    | 11è                    |
| 122                    | Alexander Edmondson (AUS) | DNF                    |
| 123                    | Dion Smith (NZL)          | 53è                    |
| 124                    | Luke Durbridge (AUS)      | 83è                    |
| 125                    | Campbell Stewart (NZL)    | DNF                    |
| 126                    | Sam Bewley (NZL)          | DNF                    |
| 127                    | Kelland O'Brien (AUS)     | DNF                    |

| Astana Qazaqstan Team AST | Astana Qazaqstan Team AST     | Astana Qazaqstan Team AST |
| ------------------------- | ----------------------------- | ------------------------- |
| Núm                       | Ciclista                      | Pos                       |
| 131                       | Gianni Moscon (ITA)           | DNF                       |
| 132                       | Leonardo Basso (ITA)          | DNF                       |
| 133                       | Manuele Boaro (ITA)           | DNF                       |
| 134                       | Yevgeniy Fedorov (KAZ) (ruta) | 101è                      |
| 135                       | Michele Gazzoli (ITA)         | DNF                       |
| 136                       | Davide Martinelli (ITA)       | DNF                       |
| 137                       | Artiom Zakhàrov (KAZ)         | 86è                       |

| Bahrain Victorious TBV | Bahrain Victorious TBV     | Bahrain Victorious TBV |
| ---------------------- | -------------------------- | ---------------------- |
| Núm                    | Ciclista                   | Pos                    |
| 141                    | Heinrich Haussler (AUS)    | DNF                    |
| 142                    | Filip Maciejuk (POL)       | 84è                    |
| 143                    | Jan Tratnik (SLO)          | 12è                    |
| 144                    | Matej Mohorič (SLO) (ruta) | 21è                    |
| 145                    | Jasha Sütterlin (GER)      | 26è                    |
| 146                    | Dylan Teuns (BEL)          | 6è                     |
| 147                    | Fred Wright (GBR)          | 7è                     |

| Bora-Hansgrohe BOH | Bora-Hansgrohe BOH       | Bora-Hansgrohe BOH |
| ------------------ | ------------------------ | ------------------ |
| Núm                | Ciclista                 | Pos                |
| 151                | Nils Politt (GER)        | 47è                |
| 152                | Jonas Koch (GER)         | 87è                |
| 153                | Marco Haller (AUT)       | 102è               |
| 154                | Jordi Meeus (BEL)        | DNF                |
| 155                | Ryan Mullen (IRL) (ruta) | DNF                |
| 156                | Martin Laas (EST)        | DNF                |
| 157                | Danny van Poppel (NED)   | 16è                |

| Cofidis COF | Cofidis COF             | Cofidis COF |
| ----------- | ----------------------- | ----------- |
| Núm         | Ciclista                | Pos         |
| 161         | Piet Allegaert (BEL)    | DNF         |
| 162         | Tom Bohli (SUI)         | DNF         |
| 163         | Wesley Kreder (NED)     | NP          |
| 164         | Sander Armée (BEL)      | 48è         |
| 165         | Szymon Sajnok (POL)     | 93è         |
| 166         | Kenneth Vanbilsen (BEL) | DNF         |
| 167         | Jelle Wallays (BEL)     | DNF         |

| Groupama-FDJ GFC | Groupama-FDJ GFC           | Groupama-FDJ GFC |
| ---------------- | -------------------------- | ---------------- |
| Núm              | Ciclista                   | Pos              |
| 171              | Stefan Küng (SUI)          | 5è               |
| 172              | Lewis Askey (GBR)          | 55è              |
| 173              | Kevin Geniets (LUX) (ruta) | 37è              |
| 174              | Olivier Le Gac (FRA)       | 31è              |
| 175              | Fabian Lienhard (SUI)      | 51è              |
| 176              | Tobias Ludvigsson (SWE)    | DNF              |
| 177              | Valentin Madouas (FRA)     | 3r               |

| Movistar Team MOV | Movistar Team MOV                 | Movistar Team MOV |
| ----------------- | --------------------------------- | ----------------- |
| Núm               | Ciclista                          | Pos               |
| 181               | Alexander Aranburu Deba (ESP)     | 20è               |
| 182               | Imanol Erviti Ollo (ESP)          | 71è               |
| 183               | Iván García Cortina (ESP)         | 22è               |
| 184               | Johan Jacobs (SUI)                | 64è               |
| 185               | Mathias Norsgaard Jørgensen (DEN) | 57è               |
| 186               | Max Kanter (GER)                  | 91è               |
| 187               | Iñigo Elosegui (ESP)              | 82è               |

| Team DSM DSM | Team DSM DSM               | Team DSM DSM |
| ------------ | -------------------------- | ------------ |
| Núm          | Ciclista                   | Pos          |
| 191          | John Degenkolb (GER)       | 18è          |
| 192          | Søren Kragh Andersen (DEN) | NP           |
| 193          | Nikias Arndt (GER)         | DNF          |
| 194          | Niklas Märkl (GER)         | 85è          |
| 195          | Joris Nieuwenhuis (NED)    | 39è          |
| 197          | Kevin Vermaerke (USA)      | DNF          |

| B&B Hotels-KTM BBK | B&B Hotels-KTM BBK     | B&B Hotels-KTM BBK |
| ------------------ | ---------------------- | ------------------ |
| Núm                | Ciclista               | Pos                |
| 201                | Alexis Gougeard (FRA)  | DNF                |
| 202                | Quentin Jauregui (FRA) | 80è                |
| 203                | Victor Koretzky (FRA)  | 59è                |
| 204                | Jordi Warlop (BEL)     | DNF                |
| 205                | Cyril Lemoine (FRA)    | 70è                |
| 206                | Luca Mozzato (ITA)     | 25è                |
| 207                | Julien Morice (FRA)    | 103è               |

| Bingoal Pauwels Sauces WB BWB | Bingoal Pauwels Sauces WB BWB | Bingoal Pauwels Sauces WB BWB |
| ----------------------------- | ----------------------------- | ----------------------------- |
| Núm                           | Ciclista                      | Pos                           |
| 211                           | Timothy Dupont (BEL)          | DNF                           |
| 212                           | Mathijs Paasschens (NED)      | DNF                           |
| 213                           | Arjen Livyns (BEL)            | 32è                           |
| 214                           | Stanisław Aniołkowski (POL)   | 92è                           |
| 215                           | Karl Patrick Lauk (EST)       | DNF                           |
| 216                           | Ludovic Robeet (BEL)          | 95è                           |
| 217                           | Tom Wirtgen (LUX)             | DNF                           |

| Sport Vlaanderen-Baloise SVB | Sport Vlaanderen-Baloise SVB | Sport Vlaanderen-Baloise SVB |
| ---------------------------- | ---------------------------- | ---------------------------- |
| Núm                          | Ciclista                     | Pos                          |
| 221                          | Julian Mertens (BEL)         | 58è                          |
| 222                          | Vito Braet (BEL)             | DNF                          |
| 223                          | Sander De Pestel (BEL)       | 90è                          |
| 224                          | Lindsay De Vylder (BEL)      | 68è                          |
| 225                          | Robbe Ghys (BEL)             | 45è                          |
| 226                          | Arne Marit (BEL)             | 81è                          |
| 227                          | Kenneth Van Rooy (BEL)       | DNF                          |

| Arkéa-Samsic ARK | Arkéa-Samsic ARK       | Arkéa-Samsic ARK |
| ---------------- | ---------------------- | ---------------- |
| Núm              | Ciclista               | Pos              |
| 231              | Amaury Capiot (BEL)    | 24è              |
| 232              | Christophe Noppe (BEL) | DNF              |
| 233              | Matis Louvel (FRA)     | 17è              |
| 234              | Markus Pajur (EST)     | 94è              |
| 235              | Kévin Ledanois (FRA)   | DNF              |
| 236              | Clément Russo (FRA)    | 49è              |
| 237              | Connor Swift (GBR)     | 62è              |

| Uno-X Pro Cycling Team UXT | Uno-X Pro Cycling Team UXT       | Uno-X Pro Cycling Team UXT |
| -------------------------- | -------------------------------- | -------------------------- |
| Núm                        | Ciclista                         | Pos                        |
| 241                        | Kristoffer Halvorsen (NOR)       | DNF                        |
| 242                        | Tobias Halland Johannessen (NOR) | DNF                        |
| 243                        | William Blume Levy (DEN)         | DNF                        |
| 244                        | Erik Nordsæter Resell (NOR)      | DNF                        |
| 245                        | Anders Skaarseth (NOR)           | 28è                        |
| 246                        | Søren Wærenskjold (NOR)          | DNF                        |
| 247                        | Rasmus Tiller (NOR)              | 88è                        |